# Diego Valencia
Diego Martín Valencia Morello (* 14. Januar 2000 in Viña del Mar) ist ein chilenischer Fußballspieler. Der Stürmer steht seit 2025 beim CD Universidad Católica unter Vertrag.

## Karriere

### Verein
Diego Valencia wurde in der chilenischen Hafenstadt Viña del Mar geboren. Schon in jungen Jahren zog er mit seiner Familie nach La Serena, wo er im Alter von sechs Jahren bei Deportes La Serena mit dem Fußballspielen begann. Dort durchlief er die weiteren Jugendmannschaften, ehe er im Alter von 15 Jahren zu Universidad Católica wechselte. In der Saison 2018 wurde er erstmals in den Profikader seiner Mannschaft berufen. Sein Profidebüt gab er am 21. Juli 2018, als er beim 2:2-Unentschieden gegen Deportes Iquique in der Startformation stand. Direkt am folgenden Spieltag steuerte er beim 2:2-Unentschieden gegen den CD Palestino in der 82. Spielminute die Vorlage zum 2:2-Ausgleich durch Sebastián Sáez bei, nachdem er gerade einmal eine Minute vorher für César Fuentes eingewechselt worden war. Allerdings blieben dies seine einzigen beiden Einsätze in dieser Saison, nichtsdestotrotz gewann er am Ende der Saison mit seiner Mannschaft die Meisterschaft. In der Saison 2019 entwickelte er sich zum Stammspieler bei Universidad Católica. Schon am 1. Spieltag erzielte er beim 2:1-Sieg gegen Coquimbo Unido beide Treffer. Insgesamt kam er in 17 Spielen zum Einsatz und erzielte dabei vier Tore. Aufgrund der starken sozialen Proteste in Chile wurde die Saison sechs Spieltage vor Saisonende abgebrochen und Universidad Católica erneut zum Meister erklärt. Daneben gewann er mit seinem Verein die Supercopa de Chile und kam in der Copa Libertadores zum Einsatz. Sein Debüt in diesem internationalen Wettbewerb gab er am 6. März 2019 bei der 1:4-Niederlage gegen den Club Libertad Asunción, bei der er in der 76. Spielminute für Stefano Magnasco eingewechselt wurde.
In den folgenden Spielzeiten blieb Valencia Stammspieler bei Universidad Católica, die 2020 erneut die Meisterschaft sowie die Supercopa de Chile gewannen. Am 6. Mai 2021 erzielte er beim 3:1-Sieg gegen Nacional Montevideo sein erstes Tor in der Copa Libertadores. Auch 2021 gewann er mit dem Universitätsklub erneut die Meisterschaft und den chilenischen Supercup gegen Pokalsieger Deportivo Ñublense. In dieser Saison konnte Valencia als Stammspieler besonders überzeugen, in 31 Partien in der Liga erzielte er 14 Tore. Auch in der Saison 2022 blieb er Stammspieler, verpasste jedoch zwei Ligapartien, nachdem er bei der 0:1-Niederlage gegen Huachipato die Rote Karte gesehen hatte.
Im Sommer 2022 wurde der Stürmer vom italienischen Serie-A-Klub US Salernitana verpflichtet. Dort unterschrieb er einen Vertrag bis 2026. Sein Debüt für seinen neuen Verein gab er am 7. August 2022 bei der 0:2-Niederlage gegen Parma Calcio in der ersten Runde der Coppa Italia. Eine Woche später gab er bei der 0:1-Niederlage gegen die AS Rom sein Ligadebüt, als er in der 62. Spielminute für Erik Botheim eingewechselt wurde. In der ersten Saisonhälfte konnte sich Valencia jedoch nicht bei seinem neuen Verein durchsetzen und blieb lediglich Rotationsspieler.
Zur Saison 2023/24 wurde Valencia an den griechischen Hauptstadtklub Atromitos Athen für ein Jahr ohne Kaufoption verliehen. Während der Leihe absolvierte er 34 Pflichtspiele für die Griechen und erzielte dabei zwei Tore.
Im Sommer 2024 kehrte Valencia zur inzwischen in die Serie B abgestiegenen US Salernitana zurück. Nachdem sein Vertrag im Februar 2025 im gegenseitigen Vernehmen aufgelöst wurde, schloss er sich wieder CD Universidad Católica an.

### Nationalmannschaft
Valencia wurde schon früh in Nachwuchsnationalmannschaften Chiles nominiert. 2017 wurde er erstmals in die U-17 berufen und gab sein Debüt am 3. März 2017 beim 1:0-Sieg gegen Ecuador im Rahmen der U-17-Fußball-Südamerikameisterschaft 2017, bei der Chile am Ende den 2. Platz hinter Brasilien belegte. Somit qualifizierten sich die Chilenen für die U-17-Fußball-Weltmeisterschaft Ende des Jahres in Indien, bei der Valencia in zwei Spielen zum Einsatz kam, jedoch schon nach der Gruppenphase mit seinem Team ausschied. 2018 wurde er Teil der U-20-Nationalmannschaft. Mit seiner Mannschaft nahm er an den Südamerikaspielen 2018 in Cochabamba, Bolivien, teil. Chile gewann das Turnier, Valencia erzielte im Finale gegen Uruguay in der 115. Spielminute den 1:0-Siegtreffer. Im folgenden Jahr war er Teil des Kaders Chiles bei der U-20-Südamerikameisterschaft im eigenen Land, bei der er in zwei Spielen zum Einsatz kam, Chile jedoch nach der Gruppenphase ausschied. 2020 wurde Valencia bei einem Spiel der U-23 im Qualifikationsturnier für die Olympischen Spiele 2020 eingesetzt.
2021 wurde Valencia von Nationaltrainer Martín Lasarte in den Kader Chiles bei der Copa América 2021 berufen. Sein Länderspieldebüt gab er am 3. Juli 2021 bei der 0:1-Niederlage im Viertelfinale gegen Brasilien, als er in der 88. Spielminute für Charles Aránguiz eingewechselt wurde. In der Folge gehörte er auch im September 2021 zum Kader Chiles in der WM-Qualifikation.

## Erfolge
CD Universidad Católica 
- 4× Chilenischer Meister: 2018, 2019, 2020, 2021
- 3× Chilenischer Supercupsieger: 2019, 2020, 2021